# Andromache (sanger)
Andromache Dimitropoulou også kendt som Andromache og også nogen gange Andromachi (født 12. oktober 1994) er en græsk sanger. Hun har repræsenteret Cypern ved Eurovision Song Contest 2022 i Torino med sangen "Ela" og kom på en 12. plads i semifinal 2 og kvalificerede sig ikke til finalen.